# Herrarnas singelsculler i rodd vid olympiska sommarspelen 2020
Herrarnas singelsculler i rodd vid olympiska sommarspelen 2020 avgjordes mellan den 23–30 juli 2021 i Tokyo.
Det var 28:e gången herrarnas singelsculler fanns med som en gren vid OS. Grenen har varit med i varje upplaga av olympiska sommarspelen sedan 1900.

## Schema
Alla tiderna är UTC+9.
| Datum                | Tid   | Omgång        |
| -------------------- | ----- | ------------- |
| Fredag 23 juli 2021  | 8:30  | Försöksheat   |
| Lördag 24 juli 2021  | 8:30  | Återkval      |
| Söndag 25 juli 2021  | 9:00  | Semifinal E/F |
| Söndag 25 juli 2021  | 11:40 | Kvartsfinaler |
| Torsdag 29 juli 2021 | 11:00 | Semifinal A/B |
| Torsdag 29 juli 2021 | 11:40 | Semifinal C/D |
| Fredag 30 juli 2021  | 7:45  | Final F       |
| Fredag 30 juli 2021  | 8:05  | Final E       |
| Fredag 30 juli 2021  | 8:35  | Final D       |
| Fredag 30 juli 2021  | 8:55  | Final C       |
| Fredag 30 juli 2021  | 9:15  | Final B       |
| Fredag 30 juli 2021  | 9:45  | Final A       |

## Resultat

### Försöksheat
De tre första i varje försöksheat gick vidare till kvartsfinal medan övriga gick till återkvalet.

#### Försöksheat 1
| Placering | Bana | Roddare                   | Land      | Tid     | Noteringar |
| --------- | ---- | ------------------------- | --------- | ------- | ---------- |
| 1         | 4    | Kjetil Borch              | Norge     | 6.54,46 | Q          |
| 2         | 1    | Bendegúz Pétervári-Molnár | Ungern    | 7.04,42 | Q          |
| 3         | 2    | Lucas Verthein            | Brasilien | 7.05,00 | Q          |
| 4         | 6    | Jan Fleissner             | Tjeckien  | 7.16,56 | R          |
| 5         | 5    | Abdulrahman Al-Fadhel     | Kuwait    | 8.49,03 | R          |
| 6         | 3    | Mohammed Al-Khafaji       | Irak      | 8.57,01 | R          |

#### Försöksheat 2
| Placering | Bana | Roddare            | Land                    | Tid     | Noteringar |
| --------- | ---- | ------------------ | ----------------------- | ------- | ---------- |
| 1         | 2    | Stefanos Ntouskos  | Grekland                | 6.59,49 | Q          |
| 2         | 1    | Jordan Parry       | Nya Zeeland             | 7.04,45 | Q          |
| 3         | 6    | Álvaro Torres      | Peru                    | 7.07,92 | Q          |
| 4         | 5    | Quentin Antognelli | Monaco                  | 7.10,52 | R          |
| 5         | 3    | Ignacio Vásquez    | Dominikanska republiken | 7.43,71 | R          |
| 6         | 4    | Rio Rii            | Vanuatu                 | 8.00,98 | R          |

#### Försöksheat 3
| Placering | Bana | Roddare              | Land      | Tid     | Noteringar |
| --------- | ---- | -------------------- | --------- | ------- | ---------- |
| 1         | 3    | Sverri Nielsen       | Danmark   | 7.02,88 | Q          |
| 2         | 5    | Gennaro Di Mauro     | Italien   | 7.06,87 | Q          |
| 3         | 4    | Vladislav Yakovlev   | Kazakstan | 7.10,08 | Q          |
| 4         | 2    | Peter Purcell-Gilpin | Zimbabwe  | 7.10,65 | R          |
| 5         | 1    | Alhussein Ghambour   | Libyen    | 7.52,37 | R          |

#### Försöksheat 4
| Placering | Bana | Roddare             | Land         | Tid     | Noteringar |
| --------- | ---- | ------------------- | ------------ | ------- | ---------- |
| 1         | 3    | Trevor Jones        | Kanada       | 7.04,12 | Q          |
| 2         | 4    | Mindaugas Griskonis | Litauen      | 7.05,88 | Q          |
| 3         | 2    | Onat Kazaklı        | Turkiet      | 7.20,11 | Q          |
| 4         | 5    | Dara Alizadeh       | Bermuda      | 7.34,96 | R          |
| 5         | 1    | Husein Alireza      | Saudiarabien | 7.54,18 | R          |

#### Försöksheat 5
| Placering | Bana | Roddare             | Land         | Tid     | Noteringar |
| --------- | ---- | ------------------- | ------------ | ------- | ---------- |
| 1         | 1    | Damir Martin        | Kroatien     | 7.09,17 | Q          |
| 2         | 5    | Aleksandr Vjazovkin | ROC          | 7.14,95 | Q          |
| 3         | 4    | Cris Nievarez       | Filippinerna | 7.22,97 | Q          |
| 4         | 3    | Félix Potoy         | Nicaragua    | 7.32,54 | R          |
| 5         | 2    | Privel Hinkati      | Benin        | 7.40,87 | R          |

#### Försöksheat 6
| Placering | Bana | Roddare              | Land            | Tid     | Noteringar |
| --------- | ---- | -------------------- | --------------- | ------- | ---------- |
| 1         | 4    | Oliver Zeidler       | Tyskland        | 7.00,40 | Q          |
| 2         | 1    | Ryuta Arakawa        | Japan           | 7.02,79 | Q          |
| 3         | 3    | Abdelkhalek El-Banna | Egypten         | 7.03,44 | Q          |
| 4         | 2    | Finn Florijn         | Nederländerna   | 7.04,56 | R          |
| 5         | 5    | Franck N'Dri         | Elfenbenskusten | 7.49,19 | R          |

### Återkval
De två första i varje återkval gick vidare till kvartsfinal. Övriga gick till semifinal E/F (inte tävlande för medaljer).

#### Återkval 1
| Placering | Bana | Roddare             | Land            | Tid     | Noteringar |
| --------- | ---- | ------------------- | --------------- | ------- | ---------- |
| 1         | 4    | Quentin Antognelli  | Monaco          | 7.34,14 | Q          |
| 2         | 1    | Mohammed Al-Khafaji | Irak            | 7.41,72 | Q          |
| 3         | 3    | Félix Potoy         | Nicaragua       | 7.44,52 | QEF        |
| 4         | 5    | Alhussein Ghambour  | Libyen          | 7.57,88 | QEF        |
| 5         | 2    | Franck N'Dri        | Elfenbenskusten | 8.03,25 | QEF        |

#### Återkval 2
| Placering | Bana | Roddare         | Land                    | Tid     | Noteringar |
| --------- | ---- | --------------- | ----------------------- | ------- | ---------- |
| 1         | 2    | Jan Fleissner   | Tjeckien                | 7.29,90 | Q          |
| 2         | 3    | Dara Alizadeh   | Bermuda                 | 7.35,90 | Q          |
| 3         | 4    | Ignacio Vásquez | Dominikanska republiken | 7.42,83 | QEF        |
| 4         | 1    | Privel Hinkati  | Benin                   | 7.55,93 | QEF        |

#### Återkval 3
| Placering | Bana | Roddare               | Land          | Tid     | Noteringar |
| --------- | ---- | --------------------- | ------------- | ------- | ---------- |
| 1         | 3    | Peter Purcell-Gilpin  | Zimbabwe      | 7.35,16 | Q          |
| 2         | 2    | Husein Alireza        | Saudiarabien  | 8.06,78 | Q          |
| 3         | 1    | Rio Rii               | Vanuatu       | 8.17,00 | QEF        |
| 4         | 5    | Abdulrahman Al-Fadhel | Kuwait        | 9.04,73 | QEF        |
|           | 4    | Finn Florijn          | Nederländerna |         | DNS        |

### Kvartsfinaler
De tre första i varje kvartsfinal gick vidare till semifinal A/B, medan övriga gick till semifinal C/D (inte tävlande för medaljer).

#### Kvartsfinal 1
| Placering | Bana | Roddare              | Land         | Tid     | Noteringar |
| --------- | ---- | -------------------- | ------------ | ------- | ---------- |
| 1         | 4    | Kjetil Borch         | Norge        | 7.10,97 | QAB        |
| 2         | 3    | Stefanos Ntouskos    | Grekland     | 7.12,77 | QAB        |
| 3         | 2    | Gennaro Di Mauro     | Italien      | 7.26,25 | QAB        |
| 4         | 1    | Quentin Antognelli   | Monaco       | 7.29,99 | QCD        |
| 5         | 5    | Abdelkhalek El-Banna | Egypten      | 7.32,86 | QCD        |
| 6         | 6    | Husein Alireza       | Saudiarabien | 8.35,05 | QCD        |

#### Kvartsfinal 2
| Placering | Bana | Roddare              | Land     | Tid     | Noteringar |
| --------- | ---- | -------------------- | -------- | ------- | ---------- |
| 1         | 4    | Sverri Nielsen       | Danmark  | 7.10,52 | QAB        |
| 2         | 3    | Trevor Jones         | Kanada   | 7.17,65 | QAB        |
| 3         | 5    | Aleksandr Vjazovkin  | ROC      | 7.20,04 | QAB        |
| 4         | 2    | Onat Kazaklı         | Turkiet  | 7.32,86 | QCD        |
| 5         | 1    | Dara Alizadeh        | Bermuda  | 7.35,73 | QCD        |
| 6         | 6    | Peter Purcell-Gilpin | Zimbabwe | 7.37,97 | QCD        |

#### Kvartsfinal 3
| Placering | Bana | Roddare                   | Land      | Tid     | Noteringar |
| --------- | ---- | ------------------------- | --------- | ------- | ---------- |
| 1         | 3    | Damir Martin              | Kroatien  | 7.17,71 | QAB        |
| 2         | 2    | Bendegúz Pétervári-Molnár | Ungern    | 7.24,63 | QAB        |
| 3         | 4    | Ryuta Arakawa             | Japan     | 7.26,04 | QAB        |
| 4         | 5    | Álvaro Torres             | Peru      | 7.31,85 | QCD        |
| 5         | 6    | Jan Fleissner             | Tjeckien  | 7.37,01 | QCD        |
| 6         | 1    | Vladislav Yakovlev        | Kazakstan | 7.39,47 | QCD        |

#### Kvartsfinal 4
| Placering | Bana | Roddare             | Land         | Tid     | Noteringar |
| --------- | ---- | ------------------- | ------------ | ------- | ---------- |
| 1         | 4    | Oliver Zeidler      | Tyskland     | 7.12,75 | QAB        |
| 2         | 2    | Lucas Verthein      | Brasilien    | 7.14,26 | QAB        |
| 3         | 5    | Mindaugas Griskonis | Litauen      | 7.16,71 | QAB        |
| 4         | 3    | Jordan Parry        | Nya Zeeland  | 7.18,48 | QCD        |
| 5         | 6    | Cris Nievarez       | Filippinerna | 7.50,74 | QCD        |
| 6         | 1    | Mohammed Al-Khafaji | Irak         | 8.03,55 | QCD        |

### Semifinaler
De tre första i varje gick vidare till den bättre finalen (E, C, A) medan övriga gick till den lägre finalen (F, D, B). Det enda undandaget var i semifinal E/F 1 där endast de första två kvalificerade sig för final E istället för de första tre.

#### Semifinal A/B 1
| Placering | Bana | Roddare             | Land      | Tid     | Noteringar |
| --------- | ---- | ------------------- | --------- | ------- | ---------- |
| 1         | 3    | Kjetil Borch        | Norge     | 6.42,92 | FA         |
| 2         | 4    | Damir Martin        | Kroatien  | 6.45,27 | FA         |
| 3         | 6    | Mindaugas Griškonis | Litauen   | 6.45,90 | FA         |
| 4         | 1    | Gennaro Di Mauro    | Italien   | 6.50,19 | FB         |
| 5         | 5    | Lucas Verthein      | Brasilien | 7.02,87 | FB         |
| 6         | 2    | Trevor Jones        | Kanada    | 7.06,18 | FB         |

#### Semifinal A/B 2
| Placering | Bana | Roddare                   | Land     | Tid     | Noteringar |
| --------- | ---- | ------------------------- | -------- | ------- | ---------- |
| 1         | 2    | Stefanos Ntouskos         | Grekland | 6.41,61 | FA         |
| 2         | 4    | Sverri Sandberg Nielsen   | Danmark  | 6.44,00 | FA         |
| 3         | 1    | Aleksandr Vjazovkin       | ROC      | 6.44,56 | FA         |
| 4         | 3    | Oliver Zeidler            | Tyskland | 6.45,16 | FB         |
| 5         | 5    | Bendegúz Pétervári-Molnár | Ungern   | 6.59,08 | FB         |
| 6         | 6    | Ryuta Arakawa             | Japan    | 6.59,26 | FB         |

#### Semifinal C/D 1
| Placering | Bana | Roddare             | Land         | Tid     | Noteringar |
| --------- | ---- | ------------------- | ------------ | ------- | ---------- |
| 1         | 3    | Álvaro Torres       | Peru         | 7.02,49 | FC         |
| 2         | 4    | Quentin Antognelli  | Monaco       | 7.06,03 | FC         |
| 3         | 5    | Dara Alizadeh       | Bermuda      | 7.11,14 | FC         |
| 4         | 6    | Mohammed Al-Khafaji | Irak         | 7.21,52 | FD         |
| 5         | 2    | Cris Nievarez       | Filippinerna | 7.26,05 | FD         |
| 6         | 1    | Husein Alireza      | Saudiarabien | 7.53,99 | FD         |

#### Semifinal C/D 2
| Placering | Bana | Roddare              | Land        | Tid     | Noteringar |
| --------- | ---- | -------------------- | ----------- | ------- | ---------- |
| 1         | 3    | Jordan Parry         | Nya Zeeland | 6.57,70 | FC         |
| 2         | 2    | Abdelkhalek El-Banna | Egypten     | 6.58,84 | FC         |
| 3         | 5    | Jan Fleissner        | Tjeckien    | 6.59,61 | FC         |
| 4         | 1    | Peter Purcell-Gilpin | Zimbabwe    | 7.01,72 | FD         |
| 5         | 6    | Vladislav Yakovlev   | Kazakstan   | 7.03,53 | FD         |
| 6         | 4    | Onat Kazaklı         | Turkiet     | 7.32,19 | FD         |

#### Semifinal E/F 1
| Placering | Bana | Roddare        | Land      | Tid     | Noteringar |
| --------- | ---- | -------------- | --------- | ------- | ---------- |
| 1         | 3    | Félix Potoy    | Nicaragua | 7.45,02 | FE         |
| 2         | 1    | Privel Hinkati | Benin     | 7.49,46 | FE         |
| 3         | 3    | Rio Rii        | Vanuatu   | 8.19,99 | FF         |

#### Semifinal E/F 2
| Placering | Bana | Roddare               | Land                    | Tid     | Noteringar |
| --------- | ---- | --------------------- | ----------------------- | ------- | ---------- |
| 1         | 3    | Ignacio Vásquez       | Dominikanska republiken | 7.42,80 | FE         |
| 2         | 1    | Franck N'Dri          | Elfenbenskusten         | 7.55,12 | FE         |
| 3         | 2    | Al-Hussein Gambour    | Libyen                  | 7.55,98 | FE         |
| 4         | 4    | Abdulrahman Al-Fadhel | Kuwait                  | 8.56,83 | FF         |

### Finaler

#### Final F
| Placering | Bana | Roddare               | Land    | Tid     | Noteringar |
| --------- | ---- | --------------------- | ------- | ------- | ---------- |
| 30        | 2    | Rio Rii               | Vanuatu | 7.49,82 |            |
| 31        | 1    | Abdulrahman Al-Fadhel | Kuwait  | 8.32,67 |            |

#### Final E
| Placering | Bana | Roddare            | Land                    | Tid     | Noteringar |
| --------- | ---- | ------------------ | ----------------------- | ------- | ---------- |
| 25        | 4    | Ignacio Vásquez    | Dominikanska republiken | 7.25,88 |            |
| 26        | 3    | Félix Potoy        | Nicaragua               | 7.28,00 |            |
| 27        | 2    | Privel Hinkati     | Benin                   | 7.38,58 |            |
| 28        | 5    | Franck N'Dri       | Elfenbenskusten         | 7.42,55 |            |
| 29        | 1    | Al-Hussein Gambour | Libyen                  | 7.47,64 |            |

#### Final D
| Placering | Bana | Roddare              | Land         | Tid     | Noteringar |
| --------- | ---- | -------------------- | ------------ | ------- | ---------- |
| 19        | 2    | Vladislav Yakovlev   | Kazakstan    | 7.03,37 |            |
| 20        | 4    | Peter Purcell-Gilpin | Zimbabwe     | 7.03,85 |            |
| 21        | 1    | Onat Kazaklı         | Turkiet      | 7.13,65 |            |
| 22        | 3    | Mohammed Al-Khafaji  | Irak         | 7.18,65 |            |
| 23        | 5    | Cris Nievarez        | Filippinerna | 7.21,28 |            |
| 24        | 6    | Husein Alireza       | Saudiarabien | 7.52,67 |            |

#### Final C
| Placering | Bana | Roddare              | Land        | Tid     | Noteringar |
| --------- | ---- | -------------------- | ----------- | ------- | ---------- |
| 13        | 3    | Jordan Parry         | Nya Zeeland | 6.55,55 |            |
| 14        | 2    | Abdelkhalek El-Banna | Egypten     | 7.00,72 |            |
| 15        | 5    | Quentin Antognelli   | Monaco      | 7.01,85 |            |
| 16        | 1    | Jan Fleissner        | Tjeckien    | 7.02,93 |            |
| 17        | 4    | Álvaro Torres        | Peru        | 7.03,69 |            |
| 18        | 6    | Dara Alizadeh        | Bermuda     | 7.09,91 |            |

#### Final B
| Placering | Bana | Roddare                   | Land      | Tid     | Noteringar |
| --------- | ---- | ------------------------- | --------- | ------- | ---------- |
| 7         | 4    | Oliver Zeidler            | Tyskland  | 6.44,44 |            |
| 8         | 3    | Gennaro Di Mauro          | Italien   | 6.47,38 |            |
| 9         | 1    | Trevor Jones              | Kanada    | 6.48,51 |            |
| 10        | 5    | Bendegúz Pétervári-Molnár | Ungern    | 6.50,45 |            |
| 11        | 6    | Ryuta Arakawa             | Japan     | 6.50,91 |            |
| 12        | 2    | Lucas Verthein            | Brasilien | 6.52,09 |            |

#### Final A
| Placering | Bana | Roddare                 | Land     | Tid     | Noteringar |
| --------- | ---- | ----------------------- | -------- | ------- | ---------- |
| 1         | 4    | Stefanos Ntouskos       | Grekland | 6.40,45 | 0OR0       |
| 2         | 3    | Kjetil Borch            | Norge    | 6.41,66 |            |
| 3         | 2    | Damir Martin            | Kroatien | 6.42,58 |            |
| 4         | 5    | Sverri Sandberg Nielsen | Danmark  | 6.42,73 |            |
| 5         | 6    | Aleksandr Vjazovkin     | ROC      | 6.49,09 |            |
| 6         | 1    | Mindaugas Griškonis     | Litauen  | 6.57,60 |            |